# Любовь его подопечного
«Любовь его подопечного» (англ. His Ward's Love) — американский короткометражный фильм Дэвида Уорка Гриффита.

## Сюжет
Преподобный Хаусон любит свою подопечную, но, несмотря на это, просит её выйти замуж за другого и она соглашается...

## В ролях
| Актёр            | Роль               |
| ---------------- | ------------------ |
| Артур В. Джонсон | Преподобный Хаусон |
| Флоренс Лоуренс  | жена Преподобного  |
| Оуэн Мур         | генерал Уинтроп    |
| Линда Арвидсон   | служанка           |